# Rosa Tenorio
Pour les articles homonymes, voir Tenorio.
Rosa Ángela Tenorio Silva, née le 2 octobre 1984 à Guayaquil, est une haltérophile équatorienne.

## Carrière
Médaillée de bronze des moins de 69 kg aux Championnats panaméricains d'haltérophilie 2012, Rosa Tenorio participe aux Jeux olympiques de 2012, sans obtenir de médaille. Elle est médaillée de bronze des moins de 75 kg aux Championnats sud-américains d'haltérophilie 2013 et médaillée d'argent dans la même catégorie aux Jeux bolivariens de 2013. Elle est médaillée de bronze des moins de 75 kg aux Jeux sud-américains de 2014.